# Торги
Торги — 1) обмін, купівля та продаж товарів, які в період пізнього середньовіччя та ранньомодерного часу відбувалися у спеціально визначених місцях у дозволені властями дні; 2) місця такого обміну, купівлі та продажу товарів. У києворуську добу частина міст виникла на місці торжищ. Якихось привілеїв на проведення Т. у часи Київської Русі не було. У Києві та в центрах князівств Т., очевидно, проводилися щоденно. Опосередковано про це може свідчити інформація Тітмара Мерзебурзького про наявність 8-ми торжищ у Києві. Ситуація дещо змінилася в литовсько-польську добу, коли конституція сеймова Королівства Польського від 1507 заборонила проводити Т. в селах, хоча винятки були (не тільки Т., але і ярмарки проводилися в с. Жидичин; нині село Ківерцівського району Волинської обл.). Дозвіл на проведення торгу видавав король / великий князь. Подекуди такий дозвіл був складовою локаційного чи локаційно-магдебурзького привілею (див. Локація, Магдебурзьке право), інколи це був окремий привілей на право проводити або лише Т., або Т. і ярмарки. Зазвичай у місті проводився один щотижневий торг, як виняток — два дні на тиждень (Стоход, 1618; нині с. Іванівка Рожищенського району Волинської обл.). Днями проведення Т. найчастіше були: п'ятниця, неділя, понеділок, досить рідко — середа.
Т. у великих містах і в містечках мали свою специфіку. Т. великих міст (Києва, Луцька, Кременця, Житомира, Вінниці) обслуговували найперше потреби міщан і певною мірою — мешканців навколишніх сіл. Абсолютна більшість невеликих міст (містечок) були приватними і виконували функції торгового центру для с.-г. округи / ключа. У великих містах, зважаючи на велику кількість торгового люду (купці, крамарі, перекупні) та наявність постійних яток, в яких торгівля проводилася щоденно, значення Т. дещо нівелювалося і подекуди вони мали певну спеціалізацію. Так, привілеєм короля польського і великого князя литовського Сигізмунда I від 13 листопада 1509 встановлювався щотижневий торг м'ясом по суботах у Львові, з правом вільного продажу для міщан та селян. У малих містах, а таких була абсолютна більшість, щотижневий торг мав більш вагоме значення. Щодо асортименту торгівельних товарів, то такими передусім були продукти харчування та промислові товари першої необхідності (одяг, взуття, реманент).

## Електронні торги
Електронні торги — продаж майна за допомогою електронної торгової системи, коли його власником стає учасник, який під час торгів запропонував найвищу ціну.
Електронні торги відбуваються на вебсайті — електронному торговому майданчику, що керується організатором торгів.

## Учасники
В організації та проведенні електронних торгів можуть брати участь такі суб'єкти:
- адміністратор бази даних — відповідальний за обслуговування бази даних системи електронних торгів, забезпечує її постійну роботу та доступ користувачів до неї;
- продавець — особа, якій належить майно, що реалізується на торгах, і бажає його продати за найвищу ціну;
- учасник — особа, яка бажає придбати майно, і зареєструвалася на участь в електронних торгах через вебсайт з можливістю подавати свої цінові пропозиції;
- організатор електронних торгів — особа чи організація, що супроводжує програмне та технічне забезпечення бази даних системи електронних торгів, та виконує інші функції;
- спостерігач — будь-який користувач Інтернету, який спостерігає за проведенням електронних торгів через вебсайт без можливості подавати свої цінові пропозиції.